# Льюис, Фрэнсис
Фрэнсис Льюис (англ. Francis Lewis; 21 марта 1713, Лландаф, Кардифф — 30 декабря 1803 или 31 декабря 1802, Нью-Йорк, Нью-Йорк) — американский торговец, один из отцов-основателей Соединенных Штатов. Подписал Декларацию независимости США и Статьи Конфедерации как представитель штата Нью-Йорк в Континентальном конгрессе.

## Биография
Родился в Лландаффе, Уэльс, в семье Моргана Льюиса и Анны Льюис (урожденной Петтингейл) из Ньюпорта. Получил образование в Вестминстерской школе в Лондоне.
Льюис поступил на работу в один из торговых домов в Лондоне, унаследовал несколько объектов недвижимости, оставшихся от отца. Льюис продал недвижимость и использовал вырученные деньги для приобретения товаров, отплыл в Нью-Йорк, прибыв туда в 1734 или 1735 году. Часть товаров оставил в Нью-Йорке, чтобы их продал Эдвард Эннесли, его деловой партнер, а остальные привез в Филадельфию. После двух лет жизни в Филадельфии вернулся в Нью-Йорк.
Совершил несколько трансатлантических путешествий, посетил несколько портов Северной Европы, Санкт-Петербург, северную Шотландию и Африку. В 1756 году он был взят в плен, когда служил британским торговым агентом, и отправлен на каторгу во Францию. После освобождения и возвращения на родину стал активно заниматься политикой.
Льюис был членом Комитета шестидесяти, членом Конгресса провинции Нью-Йорк и делегатом Континентального конгресса с 1775 по 1779 год. В 1776 году он подписал Декларацию независимости США, а в 1778 году — Статьи Конфедерации США. В 1779 году был председателем Континентального совета адмиралтейства.
Помог своему сыну Фрэнсису Льюису-младшему открыть предприятие по продаже товаров под названием «Francis Lewis and Son». Его сын Морган служил в Континентальной армии во время Войны за независимость и позже занимал множество должностей в штате Нью-Йорк, в том числе пост губернатора.
Умер 31 декабря 1802 года, хотя на памятнике на кладбище церкви Тринити год его смерти указан как 1803.

### Личная жизнь
В 1745 году Льюис женился на Элизабет Эннесли (умерла в 1779 году), сестре своего делового партнера. В браке родились семеро детей, трое из которых дожили до зрелого возраста:
- Энн Льюис (1748—1802), вышла замуж за капитана британского королевского флота Джорджа Робертсона (1742—1791)[12];
- Фрэнсис Льюис-младший (1749—1814), служил церковным старостой прихода Святого Георгия во Флашинге, Нью-Йорк, с 1791 по 1794 год. Женился на Элизабет Ладлоу (ум. 1831), дочери Габриэля Ладлоу, эсквайра[8].
- Морган Льюис (1754—1844), женился на Гертруде Ливингстон, дочери судьи Роберта Ливингстона из Клермонта[13]. Был губернатором и генеральным прокурором Нью-Йорка.

### Наследие
В районе Куинс, Нью-Йорк, в честь Льюиса названы средняя школа Фрэнсиса Льюиса и школа P.S. 79 «The Francis Lewis School». Бульвар Фрэнсиса Льюиса тянется почти по всей длине района с севера на юг. Парк Фрэнсиса Льюиса расположен около моста Бронкс-Уайтстоун. В Уайтстоуне находится масонская ложа Фрэнсис Льюис № 273.